# 柳霞·土登塔巴
柳霞·土登塔巴（藏語：སྣེའུ་ཤར་ཐུབ་བསྟན་ཐར་པ།，威利转写：sne'u shar thub bstan thar pa，THL：Neushar Tupten Tarpa，1913年—1984年），藏族，西藏拉萨人，西藏贵族，噶伦。

## 生平
柳霞·土登塔巴生于西藏贵族柳霞家族。1938年5月，柳霞·土登塔巴被任命为拉恰。1939年9月，他陪噶伦本仲赴那曲喀（Nag-chu-kha）迎接新任达赖。1947年，任噶厦外事局僧职长官。1951年，任噶察。1952年末，率西藏代表团访问北京，并在广播电台发表讲话谈对中华人民共和国的良好印象。1954年9月，陪达赖在北京参观访问。1955年，任噶伦喇嘛，1956年任西藏自治区筹备委员会委员，并于1959年骚乱后随达赖逃往印度，同年被撤销西藏自治区筹备委员会委员职务。后来，他曾任达赖驻纽约代表，后退休，并曾住在新泽西的一座寺院内。1971年，返回印度，居住在达兰萨拉。